# فترة يايوي
فترة يايوي (باليابانية: 弥生時代) من فترات التاريخ الياباني امتدت من 300 ق م. وحتى 300 م.

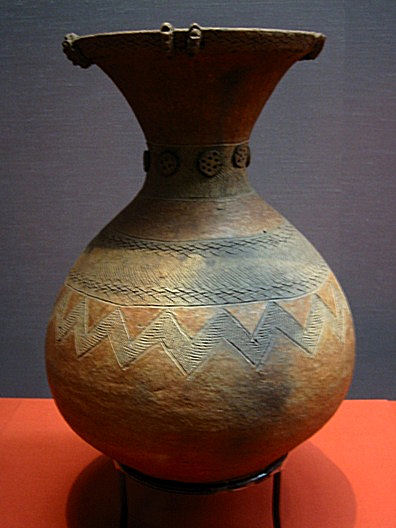
خزف من فترة يايوي (弥生時代). تحمل هذه الأواني الفخارية خصائص هذه الفترة، التي تم تأريخها ما بين 300 ق.م. حتى 300 م.

عرفت فترة «يايوي» انقطاعا عن سابقتها -«فترة جومون»- في المجال الثقافي، إذ تم إدخال العديد من التقنيات ومواد التصنيع القادمة من القارة إلى الأرخبيل الياباني. ساعد الأخذ السريع بهذه الوسائل على قيام حضارة كانت استثنائية فعلاً. عدا الأرز وتقنية زراعته، عرفت اليابان دخول المعادن والتقنيات التي تساعد في تصنيعها، كدخول النحاس، من غير أن يصاحب هذا الحدث قيام «العصر النحاسي» كما يحدث عادة، ثم الحديد بالأخص، والذي عرف نجاحا كبيرة عندما شاع استخدامه لصناعة الأسلحة. كما أن إدخال الأرز وما صاحبه من تطوير المساحات المخصصة لزراعته، ساعد على قيام مجتمعات بدائية، بدأت تتجمع مكونة أولى التجمعات البشرية آنذاك.
تشير المصادر الصينية، وبالأخص «تاريخ الهان الأوائل»، ثم المصادر التي تناولت خصوصيات عصر «ويي»، تشير هذه المصادر إلى أن الأرخبيل عرف أثناء هذه الفترة شعباً أطلق الصينيون عليه اسم «وا»، كما كان مقسما ً بين المئات من الدويلات، والتي كان يتم ادارتها من طرف دولة عرفت باسم «ياماتاي»، تحت إمرة ملكة تسمى «هيميكو». حتى الآن لم يتم بعد الكشف عن أسرار هذه الدولة البدائية، ولا حتى أماكن تواجده الجغرافية ولا مصيرها النهائي. يعتقد البعض أن هذه الدولة كانت من أسلاف مملكة «ياماتو»، والتي ظهرت بعدها فوق سهول «نارا» حوالي 600 م. وهي تعتبر من أوائل الممالك اليابانية، والتي تم إقرار وجودها فعلا حتى اليوم.

## الخصائص
يُتفق عمومًا على أنّ فترة يايوي امتدت من نحو 300 قبل الميلاد إلى 300 بعد الميلاد. لكن قد تشير أدلة الكربون المشع، المستخلصة من عينات عضوية ملتصقة بشظايا فخارية (على الرغم من الجدل الواسع) إلى تاريخ أسبق بنحو 500 عام، بين حوالي 1000 و800 قبل الميلاد. شهدت اليابان خلال هذه الفترة تحوّلًا واسعًا نحو مجتمع زراعي مستقر، بعد أن جرى اعتماد أساليب الزراعة وإنتاج المحاصيل التي أُدخلت إلى البلاد (في البداية في منطقة كيوشو) من كوريا.
تُعدّ أقدم الأدلة الأثرية على فترة يايوي مكتشفة في شمال كيوشو، رغم استمرار الجدل حول ذلك. انتشرت ثقافة يايوي بسرعة إلى جزيرة هونشو الرئيسية، وامتزجت مع ثقافة جومون المحلية. اسم «يايوي» مُستمد من موقع في طوكيو عُثر فيه لأول مرة على فخار يعود لهذه الفترة. امتاز فخار يايوي بزينة بسيطة وصُنع باستخدام تقنية اللولب نفسها التي استُخدمت سابقًا في فخار جومون. وصنع الحرفيون في يايوي أجراسًا برونزية طقسية (دوتاكو)، ومرايا، وأسلحة. وبحلول القرن الأول الميلادي، بدأ سكان يايوي باستخدام أدوات زراعية وأسلحة مصنوعة من الحديد.
مع تزايد عدد السكان، أصبحت المجتمعات أكثر تعقيدًا وتمايزًا طبقيًا. نُسجت الأنسجة، وأُقيمت قرى زراعية دائمة، وبُنيت مبانٍ من الخشب والحجر. تراكمت الثروات من خلال امتلاك الأراضي وتخزين الحبوب، ما أسهم في ظهور طبقات اجتماعية متمايزة. وصفت مصادر صينية معاصرة السكان بأنهم يحملون وشومًا وعلامات جسدية أخرى تُميز الفروقات الطبقية. في بعض مناطق كيوشو، يبدو أنّ زعماء يايوي دعموا سياسيًا واستثمروا في التجارة بالبرونز وسلع الوجاهة الأخرى. وقد أُتيح ذلك بفضل إدخال الزراعة المروية بالأرز من مصب نهر يانغتسي في جنوب الصين عبر جزر ريوكيو أو شبه الجزيرة الكورية.
أظهرت المقارنات المباشرة بين هياكل عظمية تعود إلى فترتي جومون ويايوي اختلافات واضحة بين الشعبين. فقد كان أفراد جومون أقصر قامة، بأذرع وأرجل أطول نسبيًا، وعيون غائرة، ووجوه أقصر وأعرض، وملامح وجهية أكثر بروزًا، مثل الحواجب المرتفعة والأنوف والجسور الأنفية البارزة. بينما كان أفراد يايوي أطول بمتوسط بين 2.5 و5 سنتيمترات، بعيون غير غائرة، ووجوه طويلة وضيقة، وحواجب وأنوف مسطحة. وبحلول فترة كوفون، أصبحت معظم الهياكل العظمية المكتشفة في اليابان، باستثناء تلك العائدة للأينو، من نمط يايوي مع بعض الخلط الطفيف من جومون، وتشبه إلى حد كبير الهياكل العظمية اليابانية الحديثة.

## التاريخ

### أصل شعب يايوي
لطالما كان أصل ثقافة يايوي وشعبها محل نقاش. تُعدّ المواقع الأثرية في إيتازوكي أو ناباتا في شمال كيوشو من أقدم المواقع المعروفة. وقد تعود أصول الاتصالات بين المجتمعات الساحلية الصيادة في هذه المنطقة وساحل كوريا الجنوبي إلى فترة جومون، كما تدل على ذلك تبادلات تجارية بسلع مثل خطاطيف الصيد وحجر السبج.
خلال فترة يايوي، وصلت إلى هذه المنطقة مؤثرات ثقافية من كوريا والصين في أوقات مختلفة على مدى قرون، ثم انتشرت نحو الجنوب والشرق. وشكّل ذلك فترة من الامتزاج بين المهاجرين والسكان الأصليين، وبين المؤثرات الجديدة والممارسات التقليدية.
كان التأثير الصيني واضحًا في الأسلحة المصنوعة من البرونز والنحاس، مثل الدوكيو والدوتاكو، وكذلك في زراعة الأرز في الحقول المروية. وتُعتبر المرآة البرونزية، والسيف البرونزي، وحجر الختم الملكي من الرموز الأساسية لثقافة يايوي.
بين عامي 1996 و1999، أجرى فريق بقيادة ساتوشي ياماغوتشي، الباحث في المتحف الوطني للطبيعة والعلوم في اليابان، مقارنة بين بقايا يايوي المكتشفة في محافظتي ياماغوتشي وفوكوكا في اليابان، وتلك الموجودة في مقاطعة جيانغسو الساحلية في الصين، وكُشفت أوجه تشابه كثيرة بين المجموعتين.
اكتُشفت أيضًا روابط إضافية بشبه الجزيرة الكورية، وأشار العديد من الباحثين إلى أدلة تدعم بقوة الصلة بين ثقافة يايوي والجزء الجنوبي من شبه الجزيرة الكورية. أورد مارك ج. هدسون أدلة أثرية تضمنت «حقول أرز محددة، أنواعًا جديدة من الأدوات الحجرية المصقولة، أدوات زراعية خشبية، أدوات حديدية، تقنيات النسيج، أواني خزفية للتخزين، دمجًا خارجيًا لحبال الطين في صناعة الفخار، مستوطنات محاطة بخنادق، خنازير مستأنسة، وطقوس الفكين».
تزداد فرضية التدفق البشري من شبه الجزيرة الكورية قوة بالنظر إلى أنّ ثقافة يايوي بدأت على الساحل الشمالي لكيوشو، وهو أقرب نقطة في اليابان إلى كوريا. وقد كُشف عن تشابه كبير بين فخار يايوي وتلال الدفن وتقنيات حفظ الطعام وبين نظيراتها في جنوب كوريا.
رغم ذلك، يرى بعض الباحثين أنّ الزيادة السكانية المفاجئة بنحو أربعة ملايين نسمة في اليابان بين فترتي جومون ويايوي لا يمكن تفسيرها بالهجرة وحدها. ويُعزى هذا النمو بالدرجة الأولى إلى التحول من نظام غذائي يعتمد على الصيد والجمع إلى نظام زراعي، خصوصًا مع إدخال الأرز. من المرجح أنّ زراعة الأرز وتأليهها لاحقًا قد سمحا بزيادة سكانية تدريجية وبطيئة.
ومع ذلك، توجد أدلة أثرية تدعم فكرة تدفق المزارعين من القارة نحو اليابان، ما أدى إلى استيعاب أو تفوق عددي على السكان الأصليين من الصيادين وجامعي الثمار.
تُظهر بعض قطع فخار يايوي بوضوح تأثير فخار جومون. وعاش سكان يايوي في النوع نفسه من المساكن الدائرية أو المنخفضة التي عرفها جومون. وتشمل أوجه التشابه الأخرى استخدام الأدوات الحجرية المشذبة للصيد، والأدوات العظمية للصيد البحري، والأصداف في صناعة الأساور، والتزيين باللك في الأواني والإكسسوارات.
بحسب العديد من اللغويين، كانت اللغة اليابانية أو سلفها موجودة في أجزاء واسعة من جنوب شبه الجزيرة الكورية. وقد استُبدلت هذه اللغات – المعروفة باسم اليابانية القارية، بلغات كورية لم تعد موجودة اليوم. يُشير ويتمن إلى أنّ شعب يايوي لا ينتمي إلى أسلاف الكوريين المعاصرين، بل إنهم، وفقًا له ولمجموعة من الباحثين، كانوا حاضرين في شبه الجزيرة الكورية خلال فترة فخار مومون. وقد وصلت اللغة اليابانية أو سلفها إلى شبه الجزيرة الكورية حوالي عام 1500 قبل الميلاد، ثم نُقلت إلى الأرخبيل الياباني عبر مزارعي الأرز من يايوي بين عامي 700 و300 قبل الميلاد. يربط كل من ويتمن ومياموتو اللغة اليابانية بعائلة لغات ثقافتي مومون ويايوي.
يعتقد العديد من اللغويين أنّ الناطقين بالكورية أو سلفها وصلوا إلى شبه الجزيرة الكورية بعد الناطقين باليابانية أو سلفها، وتعايشوا مع هؤلاء السكان (أي أحفاد ثقافتي مومون ويايوي)، وربما استوعبوهم. وقد أثّر كل من اللغتين الكورية واليابانية في الأخرى على مدى فترات طويلة، بينما أدى ما يُعرف بـ«تأثير المؤسس» لاحقًا إلى تقليص التنوع الداخلي في كلتا العائلتين اللغويتين.